# Władysław Buczak
Władysław Buczak – polski koszykarz, multimedalista mistrzostw Polski.

## Osiągnięcia

### Klubowe
- Mistrz Polski (1956[1], 1957)
- Wicemistrz Polski (1953, 1955, 1958)
- Brązowy medalista mistrzostw Polski (1952)
- Finalista pucharu Polski (1952, 1957)
- Uczestnik rozgrywek Pucharu Europy Mistrzów Krajowych (1957/1958 – TOP 8)[2]